# The Cavern Club

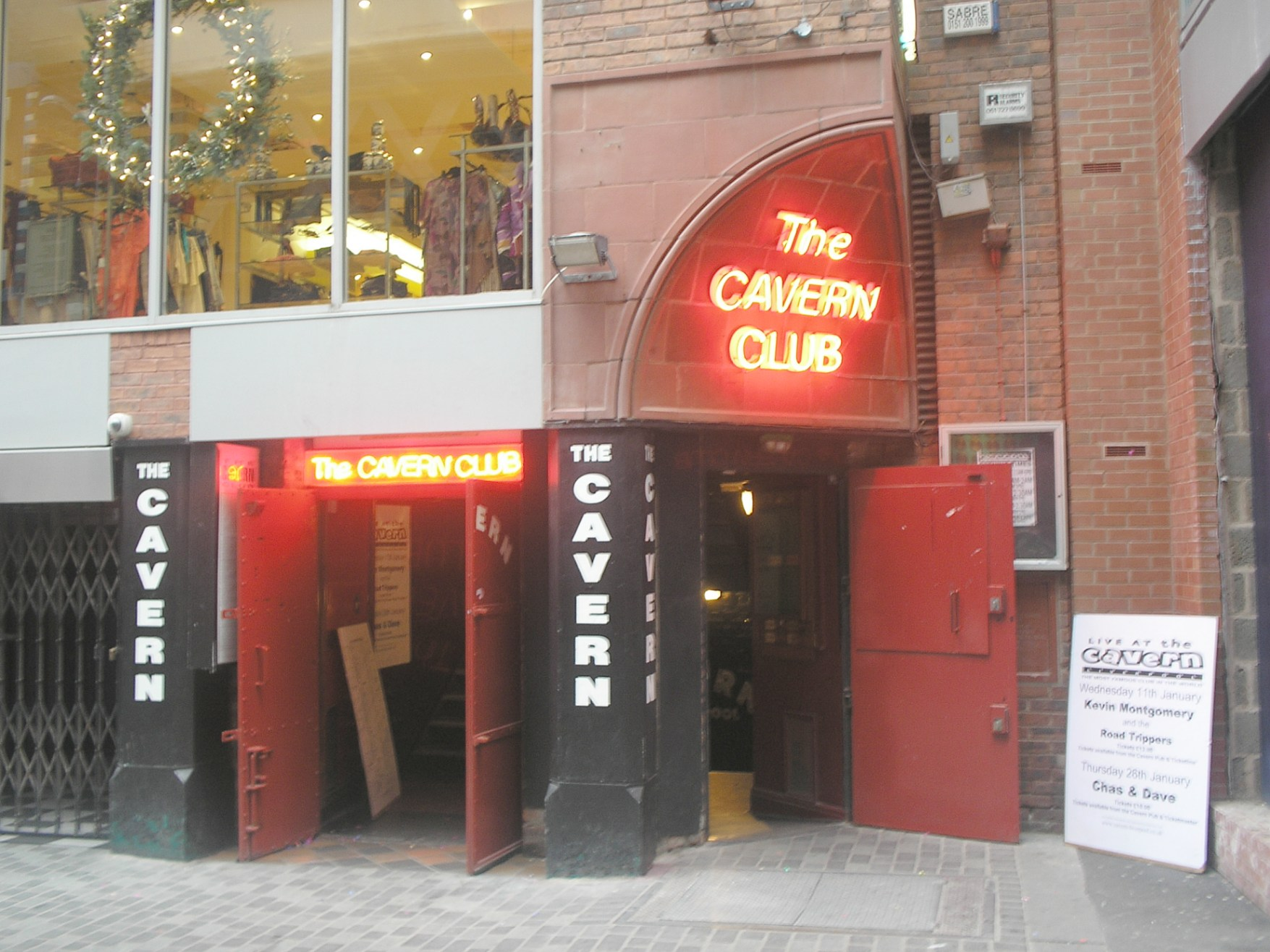
O atual Cavern Club (foto de 2006)

Cavern Club é um bar temático inglês especializado em apresentações musicais, localizado na cidade de Liverpool. Ficou mundialmente conhecido por ser o local inicial da carreira dos Beatles.

## Histórico

### Origens: 1957-1960
Foi inaugurado em 1957 pelo empresário Alan Sytner, como um clube de jazz. Aos poucos mudou seu estilo, e bandas de skiffle passaram a se apresentar, entre elas a The Quarrymen, em 1957 e 1958,  grupo este liderado por John Lennon, e que foi o embrião dos Beatles. Em 1959 começaram a se apresentar bandas de blues e beat music, dentre estas Rory Storm and the Hurricanes, onde então tocava o baterista Ringo Starr.

### The Beatles e outros: 1961-1973
Em 1961 o Cavern Club se torna definitivamente um clube de Rock and Roll. Os Beatles se apresentaram pela primeira vez nesse mesmo ano, com shows regulares até 1963, em um total de 292 shows. Foi ali que Brian Epstein conheceu a banda, vindo posteriormente a ser seu empresário. Após viagem aos Estados Unidos, em 1964, e a consagração mundial, os Beatles não mais pisaram no Cavern Club, mas outros artistas e bandas de renome, como The Rolling Stones, The Yardbirds, Elton John, Queen, Status Quo, Suzi Quatro e John Lee Hooker animavam a casa. A banda neerlandesa de rock progressivo Focus foi a última a se apresentar no clube quando este foi demolido, em 1973.

### O retorno: 1984-atualmente

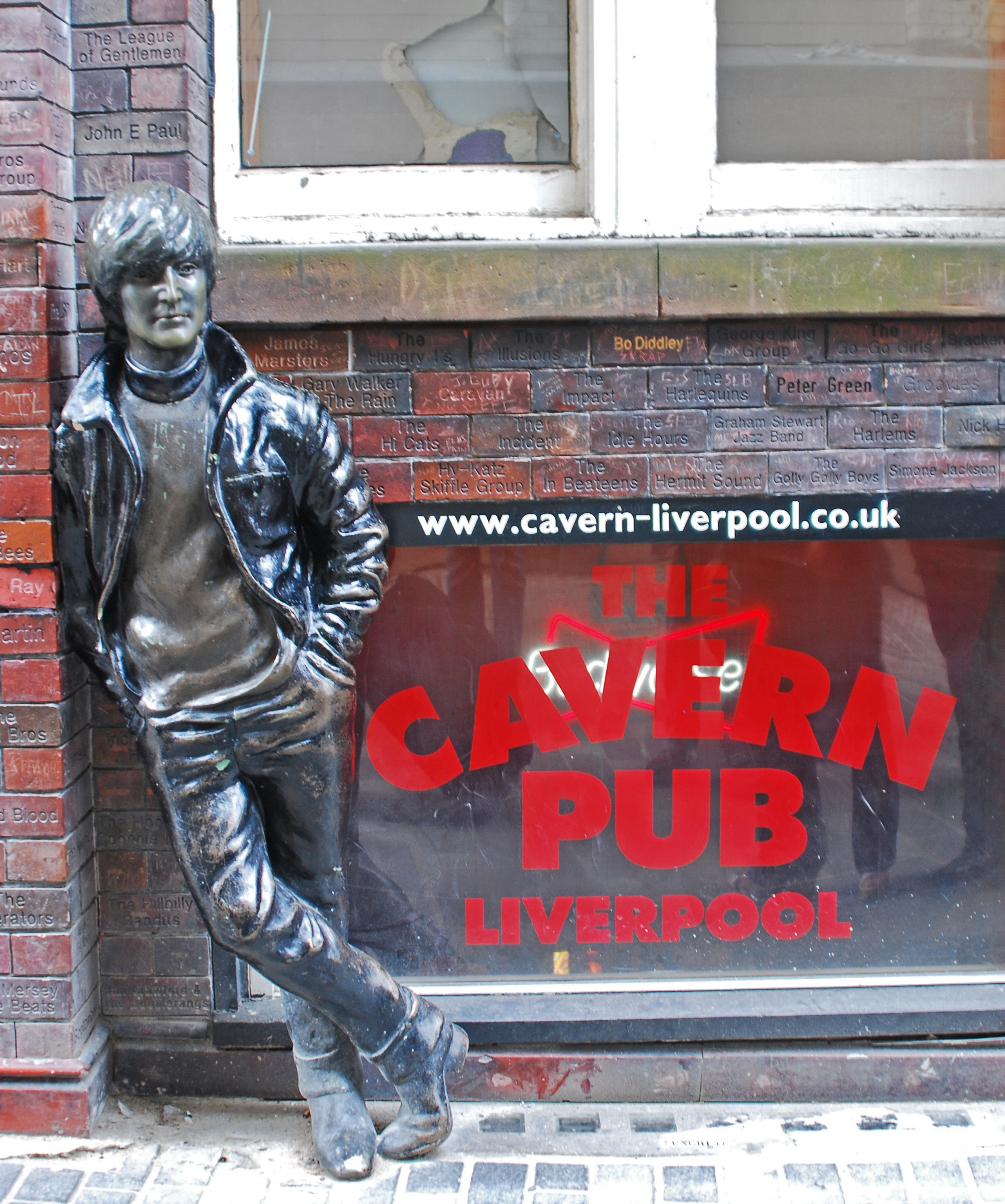
Estátua de John Lennon na entrada do Cavern Pub, inaugurada em 1997

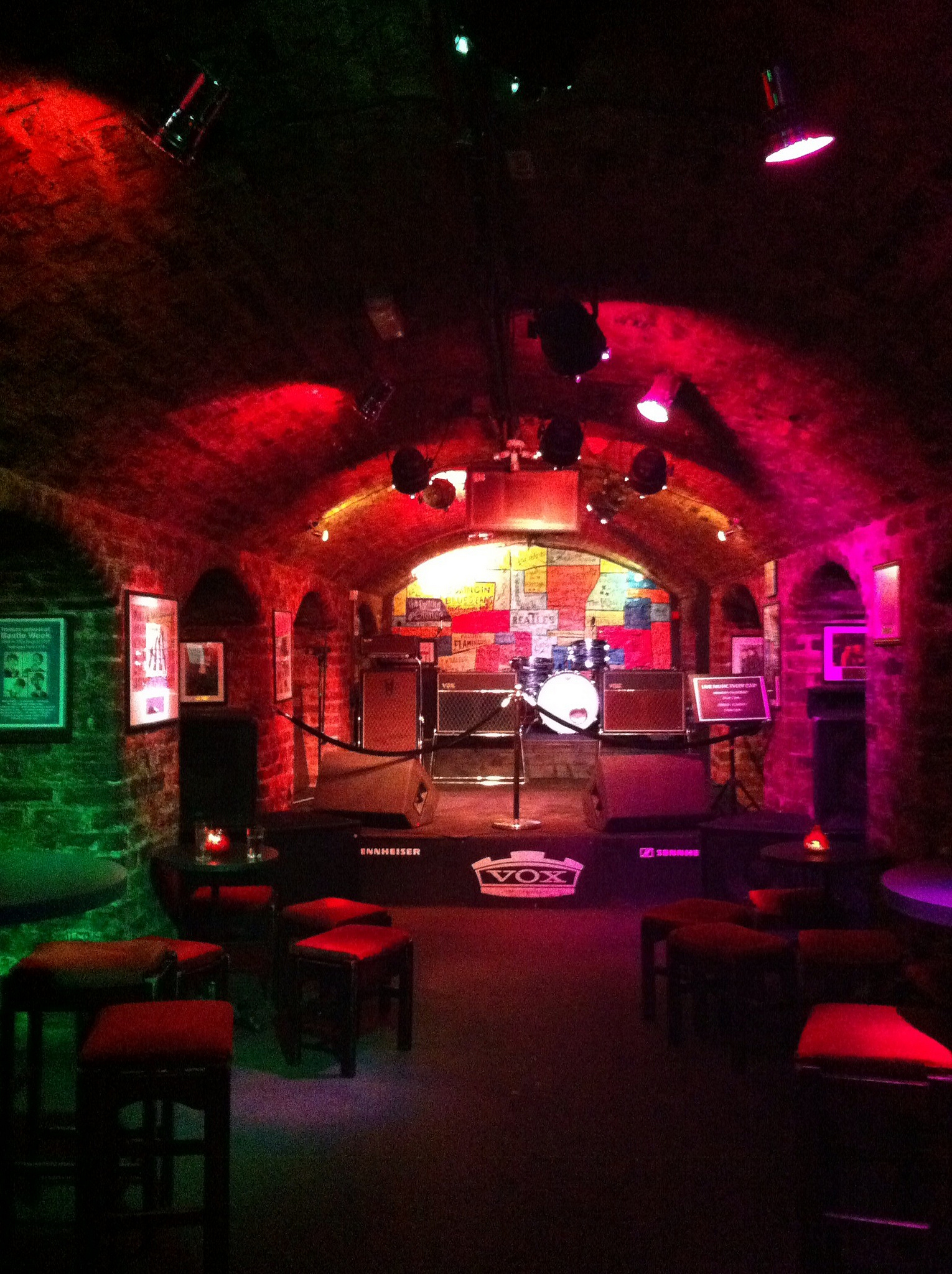
Interior do Cavern Club com destaque para o palco ao fundo

Em 1984 o jogador do Liverpool Football Club, Tommy Smith, assumiu o controle da empresa e o Cavern Club foi reconstruído do mesmo lado da rua, mas 15 metros adiante. Foram utilizados tijolos retirados do bar original, e há outro similar do outro lado da rua, onde fica a estátua de John Lennon, chamado Cavern Pub. Devido a dificuldades financeiras, o clube voltou a fechar em 1989 e ficou assim por 18 meses quando, em 1991, o professor Bill Heckle e o taxista Dave Jones se tornaram os novos proprietários e reabriram o Cavern, mantendo-o na ativa até hoje. Em 1999, Paul McCartney se apresentou ali durante a turnê de seu álbum Run Devil Run. Artistas de prestígio tais como Arctic Monkeys, Travis e Oasis fãs declarados dos Beatles, também fizeram shows no local. Também se apresentarm no local os legendários Bo Diddley e Richie Havens. Em 3 de abril de 2012 o filho de Paul McCartney, James McCartney, iniciou sua carreira musical com uma apresentação no Cavern Club.

## Principais artistas a se apresentarem no Cavern Club
- The Beatles
- Rory Storm and The Hurricanes
- Paul McCartney
- The Rolling Stones
- The Yardbirds
- Focus
- Elton John
- Queen
- John Lee Hooker
- Arctic Monkeys
- Travis
- Oasis
- Status Quo
- Suzi Quatro
- Bo Diddley
- Richie Havens